# Гришин, Фёдор Никитович
Фёдор Никитович Гришин (21 апреля 1913, станица Каневская, Краснодарский край — 15 мая 1979, Ростов-на-Дону) — советский военачальник, контр-адмирал, участник советско-японской войны, кавалер ордена Ленина.

## Биография

### Анкетные данные
По национальности русский. Начал службу в военно-морском флоте в 1933 году, в 1940 году вступил в ряды ВКП(б).

### Образование
В 1929—1933 годах обучался в строительном техникуме города Ростов, после окончания в июне 1933 года поступил в Военно-морское училище имени М. В. Фрунзе, где учился до сентября 1937 года, в июле 1939 года прошёл обучение на Специальных курсах командного состава подплава Тихоокеанского флота (СККС ПП ТОФ).

### Воинская служба
- ноябрь 1937 — сентябрь 1938 — минёр,
- сентябрь 1938 — июль 1939 — командир минного сектора подводной лодки «Щ-111»,
- июль 1939 — март 1940 — помощник командира подводной лодки «Щ-102» 2-й морской бригады,
- март 1940 — сентябрь 1943 — командир подводной лодки «М-28» 25-го дивизиона подводных лодок Северной Тихоокеанской военной флотилии,
- сентябрь 1943 — май 1944 — командир 14-го дивизиона подводных лодок отдельной бригады подводных лодок
- июнь — июль 1944 — в распоряжении сил высшего состава флота,
- июнь 1944 — апрель 1947 — командир 7-го дивизиона подводных лодок Тихоокеанского флота,
- зачислен кандидатом на учебу в Военно-морской академии им. К. Е. Ворошилова (апрель—декабрь 1947),
- декабрь 1947 — март 1949 — начальник строевого отдела Тбилисского нахимовского Военно-морского училища,
- март 1948 — август 1949 — помощник начальника училища по строевой части,
- август 1949 — апрель 1953 — начальник курса Черноморского высшего военно-морского училища,
- апрель 1953 — апрель 1955 — начальник штаба,
- апрель 1955 — сентябрь 1958 — командир 162-й бригады подводных лодок,
- июне-июль 1957 — подводные лодки «С-267» и «С-284» под руководством Ф. Н. Гришина совершили дальний поход на полную автономность в Северную Атлантику,
- 18 февраля 1958 года — получил звание контр-адмирала,
- сентябрь 1958 — июль 1961 — становится командиром 7-й дивизии подводных лодок Северного флота.
- июль 1961 — май 1962 — командир 9-й эскадры подводных лодок Северного флота, переформированной из 7-й дивизии.
- май 1962 — август 1969 — освобождён от занимаемой должности и назначен заместителем начальника штаба по боевой учёбе Балтийского Флота.
- август 1969 — уволился в запас[1].